# Märten Kuusk
Märten Kuusk (ur. 5 kwietnia 1996 w Tallinnie) – estoński piłkarz występujący na pozycji obrońcy w polskim klubie GKS Katowice oraz reprezentacji Estonii.

## Sukcesy

### Klubowe
Flora Tallinn
- Mistrzostwo Estonii: 2017, 2019, 2020
- Wicemistrzostwo Estonii: 2021
- Zdobywca Pucharu Estonii: 2019/2020
- Finalista Pucharu Estonii: 2020/2021
- Zdobywca Superpucharu Estonii: 2020, 2021